# Sorgues
Sorgues là một xã trong tỉnh Vaucluse thuộc vùng Provence-Alpes-Côte d’Azur ở đông nam nước Pháp. Xã này nằm ở khu vực có độ cao trung bình 30 mét trên mực nước biển.
Đây cũng là tên con sông chảy quan khu vực. Sông Sorgues là một sông nhánh của sông Rhone bắt đầu ở Fontaine-de-Vaucluse.
Theo The Autobiography of Alice B. Toklas của Gertrude Stein, Georges Braque đã sinh sống ở Sorgues sau khi bị thương trong thế chiến 1.